# Sondmatning

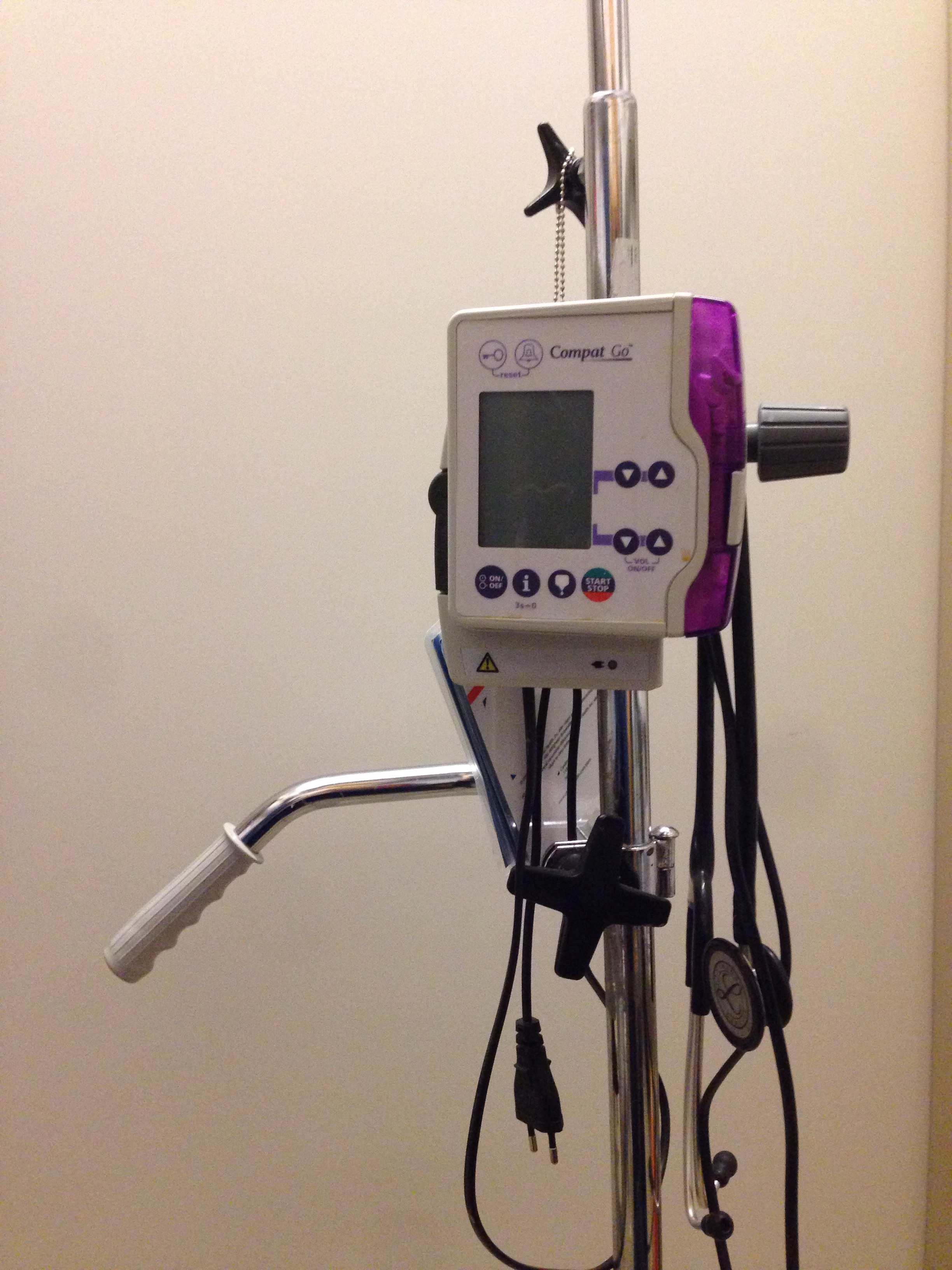
Sondpump på droppställning. Även ett stetoskop till höger i bild.

Nasogastrik sond

Sondmatning, även kallat enteral nutrition ("enteral nutrition" syftar dock bokstavligen till "näringstillförsel till mag- och tarmkanalen", vilket alltså inkluderar normalt ätande) innebär att näring tillförs genom en sond. Det sker vanligen till magsäcken, men när detta i det enskilda patientfallet är omöjligt eller förknippat med risker kan näringstillförseln istället ske till någon del av tarmen. Exempel på sonder är: nasogastrisk sond (från näsa till magsäck), nasoduodenalsond (från näsa till tolvfingertarm/duodenum), gastrostomi och jejenusond. Gastrostomi innebär att en artificiell öppning skapats till mag-tarmkanalen, t.ex. via en gastrostomikateter (PEG). Jejenussonder är sonder som går till jejunum/tomtarmen (mellersta delen av tunntarmen) antingen via näsan elle gastrostomi. Vid korttidsbehandling (upp till sex veckor) där detta är möjligt sker sondmatning vanligen genom nasogastrisk sond (från näsa till magsäck). Vid långtidsbehandling byts nasogastriska sonder vanligen ut till andra sonder, för att patienten ska slippa det obehag som en slang genom näsan/svalget/halsen är förknippat med.
Sondmatning kan - beroende på tillstånd, diagnos och näringsbehov - ges antingen kontinuerligt (under 20 timmar av dygnet där uppehåll görs under resterande fyra timmar), intermittent (ca fyra gånger per dygn under två till fyra timmar per gång) eller i bolusdoser. Vid bolusdoser sprutas sondmaten in för hand, max 10ml per minut, under cirka 20 till 30 minuter. Vid snabb tillförsel ökar risken för obehag, aspiration (att maten hamnar i luftstrupen), diarré, illamående och återuppfödningssyndrom (refeeding syndrome). Andra möjliga komplikationer/biverkningar vid sondmatning är irritation eller trycksår i näsborren (vid sond som går via näsan) och buksmärtor. Aspiration kan förebyggas genom långsam administration, daglig kontroll av sondens läge, att sonden mynnar ut i jejunum/tomtarmen istället för magäscken, samt genom att patienten sitter upp eller har höjd huvudända (minst 30 grader) vid näringstillförseln. Diarré kan förebyggas genom långsam tillförsel och användning av fiberrik sondnäring. Illamående, buksmärtor och återuppfödningssyndrom kan förebyggas med långsam administration och långsam uppstart. Trycksår/irritation i näsborren kan förebyggas genom daglig kontroll av sondens läge eller byte till gastrostomi.

## Fördelar gentemot parenteral nutrition
Enteral nutrition är i de flesta fall att föredra framför parenteral nutrition (näringstillförsel via blodbanan) då det stimulerar tarmslemhinnan, minskar risk för infektion i tarmen, bevarar och/eller återställer tarmens peristaltik (muskelrörlighet), förhindrar atrofi (förtvining) av tarmen, stimulerar tarmfloran (tarmens hälsosamma bakterier) samt minskar dödligheten. I vissa fall kan dock enteral nutrition vara riskfyllt (kontraindicerat), såsom vid tarmvred (ileus; totalt stopp i tarmen), medicinskt trauma, akut blödning i mag- och tarmkanalen eller cirkulationssvikt. Även etiska eller praktiska skäl - som kan finnas t.ex. vid vård i livets slutskede - kan göra att parenteral nutrition är att föredra framför enteral.

## Handhavande
Rutinerna för sondmatning kan skilja sig åt mellan olika vårdgivare. Generellt kontrollerar man att en nasogastrisk sond ligger där den ska genom att spruta lite luft i sonden och lyssna efter ett bubblande ljud med hjälp av ett stetoskop. Före och efter mat- eller medicintillförsel spolas sonden med vatten.

## Sondnäring
Det finns ett flertal olika sondnäringar att välja på, utifrån patientens behov. En dietist ordinerar vad som passar bäst. Det kan vara proteinberikad, mer energi om patienten har ett ökat energibehov, eller med mindre energi om patienten tex är sängliggande. Ibland fungerar sondnäringen som ett komplement till vanlig mat, då ges en mindre mängd per dygn.
För att känna smaken och värmen av tex kaffe kan man ta en munfull kaffe och spotta ut och samtidigt sonda kaffe för att känna värmen i magen.